# Шеста пролећна изложба (1934)
Шеста пролећна изложба сликарских и вајарских радова југословенских уметника, одржала се маја месеца 1934. године у Уметничкм павиљону „Цвијета Зузорић” у Београду. Изложба је одржана под покровитељством кнеза Павла Карађорђевића, а организована је од стране Удружења ликовних уметника Србије.

## Оцењивачки одбор
- Бета Вукановић
- Бора Стевановић
- Сретен Стојановић
- Михајло Петров
- Коста Хакман

## Излагачи

### Сликарство
1. Ђорђе Андрејевић Кун
2. Аделина Бакотић
3. Никола Бешевић
4. Јован Бијелић
5. Стеван Боднарев
6. Босиљка Валић Јованчевић
7. Драго Видмар
8. Нанде Видмар
9. Емануел Видовић
10. Михајло Вукотић
11. Милош Вушковић
12. Вилко Гецан
13. Драгомир Глишић
14. Милош Голубовић
15. Јован Зонић
16. Рихард Јакопич
17. Матија Јама
18. Деса Јовановић
19. Станоје Јовановић
20. Младен Јосић
21. Милан Коњовић
22. Франце Краљ
23. Томислав Кризман
24. Лазар Личеноски
25. Петар Лубарда
26. Ана Маринковић
27. Предраг Милосављевић
28. Мило Милуновић
29. Јефто Перић
30. Михаило Петров
31. Зора Петровић
32. Јелисавета Петровић
33. Миодраг Петровић
34. Васа Поморишац
35. Ђорђе Поповић
36. Ото Постружник
37. Иван Радовић
38. Фрањо Радочај
39. Камило Ружичка
40. Здравко Секулић
41. Вељко Станојевић
42. Боривоје Стевановић
43. Божидар Стојадиновић
44. Марино Тартаља
45. Миливој Узелац
46. Влада Филаковац
47. Коста Хакман
48. Антон Хутер
49. Вера Чохоџић
50. Марко Челебоновић
51. Иво Шермет
52. Живоин Влаинић
53. Недељко Гвозденовић
54. Вјекослав Параћ

### Акварели и графика
1. Даница Антић
2. А.Г. Балаж
3. Павле Васић
4. Бруно Вавпотић
5. Елза Вучетић Шмид
6. Фран Зупан
7. Иван Кос
8. Мара Краљ
9. Тоне Краљ
10. Томислав Кризман
11. Светолик Лукић
12. Мило Милуновић
13. Зора Петровић
14. Ото Постружник
15. Иван Табаковић
16. Јосип Тавчар
17. Аугуста Шантел

### Вајарство
1. Аугуст Аугустинчић
2. Стеван Боднарев
3. Лојзе Долинар
4. Хинко Јун
5. Иво Кердић
6. Франце Краље
7. Тоне Краљ
8. Франо Кршинић
9. Живорад Михаиловић
10. Дана Пајнић
11. Петар Палавичини
12. Владета Пиперски
13. Драгослава Поповић Вијоровић
14. Тома Росандић
15. Ристо Стијовић
16. Јоза Туркаљ